# Lista de presidentes do Conselho do CERN

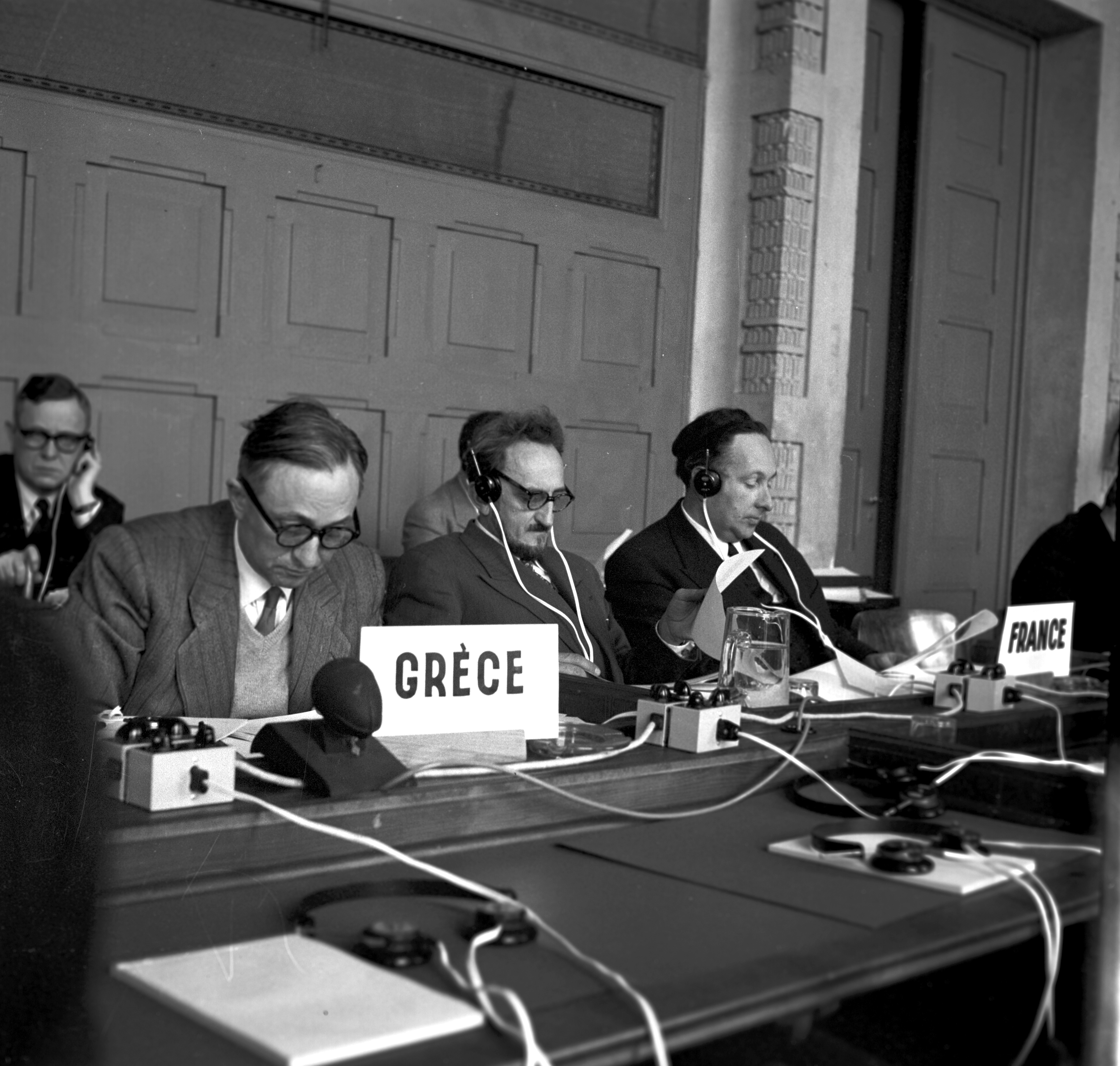
Segundo encontro do Conselho do CERN

Esta é uma lista de presidentes do Conselho do CERN, a autoridade de decisão da Organização Europeia para a Pesquisa Nuclear.

## Presidentes
| Período   | Presidente           | País          |
| --------- | -------------------- | ------------- |
| 1954–1957 | Ben Lockspeiser      | Reino Unido   |
| 1958–1960 | François de Rose     | França        |
| 1961–1963 | Jean Willems         | Bélgica       |
| 1964–1966 | Jan Hendrik Bannier  | Países Baixos |
| 1967–1969 | Gösta Funke          | Suécia        |
| 1970–1971 | Edoardo Amaldi       | Itália        |
| 1972–1974 | Wolfgang Gentner     | Alemanha      |
| 1975–1977 | Paul Levaux          | Bélgica       |
| 1978–1981 | Jean Teillac         | França        |
| 1982–1984 | Alec Merrison        | Reino Unido   |
| 1985–1987 | Wolfgang Kummer      | Áustria       |
| 1988–1990 | Josef Rembser        | Alemanha      |
| 1991–1993 | William Mitchell     | Reino Unido   |
| 1994–1996 | Hubert Curien        | França        |
| 1997      | Luciano Maiani       | Itália        |
| 1998–2000 | Hans C. Eschelbacher | Alemanha      |
| 2001–2003 | Maurice Bourquin     | Suíça         |
| 2004–2006 | Enzo Iarocci         | Itália        |
| 2007–2009 | Torsten Åkesson      | Suécia        |
| 2010–2012 | Michel Spiro         | França        |
| 2013–2015 | Agnieszka Zalewska   | Polônia       |
| 2016–2018 | Sijbrand de Jong     | Países Baixos |
| 2019–     | Ursula Bassler       | França        |